# Salát Gergely
Salát Gergely (Budapest, 1975. május 22. –) sinológus, műfordító, egyetemi oktató. (Kínai neve: pinjin hangsúlyjelekkel: Shào Láitè; magyar népszerű: Sao Laj-tö; hagyományos kínai: 紹箂特; egyszerűsített kínai: 绍莱特.)

## Életútja
1989-től 1992-ig a Budapesti Piarista Gimnáziumban tanult. Ezt követően a Pekingi 55. sz. Középiskolában folytatta középiskolai tanulmányait, majd a Pekingi Egyetem Jogi Karán jogot hallgatott. Ezt 1996-tól a Pázmány Péter Katolikus Egyetem Jog- és Államtudományi karán folytatta, ahol három szemesztert végzett. 1996–2001 között az Eötvös Loránd Tudományegyetem Bölcsészettudományi Karának kínai szakán, illetve 2000-től ugyanezen egyetem történelem szakán tanult. 2001-ben az Eötvös Loránd Tudományegyetem orientalista (kínai) szakos előadójaként diplomázott.
2001–2004 az ELTE Bölcsészettudományi Kar Nyelvtudományi Doktori Iskolájának sinológiai programjában vett részt. 2006-ban Az ókori kínai Qin állam büntetőjogának rendszere című értekezésével summa cum laude doktori minősítést szerzett.
1997–2001 között a Külkereskedelmi Főiskola (2000-től Budapesti Gazdasági Főiskola Külkereskedelmi Főiskolai Kar) Távol-keleti Nyelvi és Kommunikációs Intézetében megbízott előadóként kínai üzleti és sajtónyelvet tanított. 1998-tól az ELTE BTK Kelet-ázsiai Tanszékén (2008-tól Kínai Tanszék) modern és klasszikus kínai nyelvet, filológiát, történelmet, irodalomtörténetet, országismeretet, politikát, Tajvan történetét tanít, 2006-tól egyetemi adjunktusként, 2013-tól docensként. 2006-tól a Pázmány Péter Katolikus Egyetem Bölcsészettudományi Kar Nemzetközi Tanulmányok Központjának megbízott előadójaként kínai kultúrát, Tajvan történetét és kínai nyelvet oktat. 2013-tól a PPKE BTK Kínai Tanszékének egyetemi docense, 2014-től tanszékvezető, 2018-tól 2021-ig a Nemzetközi és Politikatudományi Intézet vezetője. 2020-tól a Külügyi és Külgazdasági Intézet (2023-tól Magyar Külügyi Intézet) vezető kutatója.
2006-tól 2013-ig az ELTE Konfuciusz Intézet által kiadott Konfuciusz Krónika főszerkesztője volt. 2010-2018 között a Heti Válasz Tájoló rovatának állandó szerzője.
2018-tól a Civil Rádió Orient Expressz című műsorának és az ebből készülő podcastnek egyik főszerkesztője. A Külügyi Szemle, a Távol-keleti Tanulmányok és az 1749.hu szerkesztőbizottságának tagja, az Eurázsia Szemle főszerkesztő-helyettese.
2014-től az MTA Tudományos Orientalisztikai Bizottságának tagja, 2017-től 2021-ig  titkára, 2021-től alelnöke.

## Jelentősebb publikációi
- Kínai országismeret. Földrajz, történelem 1911-ig, nyelv; Keleti Füzetek, Bp., 1999 (Keleti füzetek)
- Mítoszok és vallások Kínában; szerk. Hamar Imre, Salát Gergely, P. Szabó Sándor; Balassi, Bp., 2000 (Sinológiai műhely)
- Büntetőjog az ókori Kínában. Qin állam törvényei a shuihudi leletek alapján; Balassi, Bp., 2003 (Sinológiai műhely)
- Kínai nyelv és irodalom. Tanulmányok Csongor Barnabás 80. születésnapjára; szerk. Hamar Imre, Salát Gergely; Balassi, Bp., 2003 (Sinológiai műhely)
- Szemelvények az ókori kelet jogforrásaiból. Válogatás az ókori Irán, India és Kína jogemlékeiből; szerk. Jany János, ford., bev., tan., jegyz. Dezső Csaba, Jany János, Salát Gergely; PPKE BTK, Piliscsaba, 2003 (Studia orientalia)
- Kínai filozófia és vallás a középkor hajnalán; szerk. Hamar Imre, Salát Gergely; Balassi, Bp., 2005 (Sinológiai műhely)
- Modern kínai elbeszélők. Tanulmányok és fordítások Galla Endre 80. születésnapjára; szerk. Hamar Imre, Salát Gergely; Balassi, Bp., 2007 (Sinológiai műhely)
- Kínai történelem és kultúra. Tanulmányok Ecsedy Ildikó emlékére; szerk. Hamar Imre, Salát Gergely; Balassi, Bp., 2009 (Sinológiai műhely)
- A régi Kína története; bőv., átdolg. kiad.; ELTE Konfuciusz Intézet, Bp., 2010 (Konfuciusz könyvtár)
- A kínai alkotmány; szerk. Salát Gergely; Typotex, Bp., 2015 (Panta 1.)
- Kínai álom – kínai valóság; szerk. Salát Gergely; Typotex, Bp., 2015 (Panta 2.)
- Büntetőjog a Han-kori Kínában; Typotex, Bp, 2016 (Panta 5.)
- Kulturális hagyomány a Modern kelet-ázsiai államban; szerk. Salát Gergely, Szilágyi Zsolt; L'Harmattan, Budapest, 2016
- Traumák és tanulságok. A II. világháború öröksége a Távol-Keleten; szerk. Salát Gergely – Szilágyi Zsolt; Typotex, Bp., 2016  (Panta)
- Veszélyes vizeken. Konfliktusok és biztonsági fenyegetések a Távol-Keleten; szerk. Salát Gergely – Szakáli Máté – Szilágyi Zsolt; Typotex, Bp., 2019 (Panta)